# Ernest Gould
Ernest Gould fue un deportista británico que compitió en ciclismo en la modalidad de pista. Ganó una medalla de oro en el Campeonato Mundial de Ciclismo en Pista de 1897, en la prueba de medio fondo.

## Medallero internacional
| Campeonato Mundial | Campeonato Mundial    | Campeonato Mundial | Campeonato Mundial |
| Año                | Lugar                 | Medalla            | Competición        |
| ------------------ | --------------------- | ------------------ | ------------------ |
| 1897               | Glasgow (Reino Unido) | Medalla de oro     | Medio fondo (A)    |